# Megamphopus abbotti
Megamphopus abbotti är en kräftdjursart. Megamphopus abbotti ingår i släktet Megamphopus och familjen Isaeidae. Inga underarter finns listade i Catalogue of Life.